# Mayday - mayday - mayday
|  | Denne artikel er oprettet af botten PalnaBot ud fra en ekstern database. Den kan derfor have sproglige fejl eller mangler. Denne skabelon kan fjernes efter kontrol af indholdet. |

Mayday - mayday - mayday er en film instrueret af Henning Ørnbak.

## Handling
Om søværnets og flyvevåbnets samarbejde ved sø- og luftredningsaktioner.